# Berg bei Neumarkt in der Oberpfalz
Pour les articles homonymes, voir Berg et Neumarkt.
Berg bei Neumarkt in der Oberpfalz est une commune de Bavière (Allemagne), située dans l'arrondissement de Neumarkt in der Oberpfalz, dans le district du Haut-Palatinat.